# Ванда (Вологодская область)
Ванда — деревня в Бабаевском районе Вологодской области.
Входит в состав Санинского сельского поселения, с точки зрения административно-территориального деления — в Санинский сельсовет.
Расположена на правом берегу реки Вандица. Расстояние по автодороге до районного центра Бабаево — 36 км, до центра муниципального образования деревни Санинская — 10 км. Ближайшие населённые пункты — Максимово, Сорка, Талашманиха.
По данным переписи в 2002 году постоянного населения не было.